# شهد (ممثلة)
شهد (18 مايو 1991 -)، ممثلة ومغنية كويتية ضمن «فرقة مسك» التي تضمها مع بنات خالتها مسك وشوق.

## عن حياتها
عاشت في المملكة المتحدة بسبب عمل والداها هناك. وفي عام 2004 أسست «فرقة مسك» مع بنات خالتها مسك وشوق وذلك في لندن. وفي عام 2007 بدأت بالتمثيل عن طريق المشاركة في المسلسلات التلفزيونية كممثلة.
تزوجت من ابن خالتها «علي» وبعد زواجها مع نهاية عام 2012 قررت هي وعائلتها الهجرة إلى تايلاند وتوقفت عن التمثيل. انجبت ابنها «حسين» الذي توفي صغيرًا بسبب المرض ، وابنة اسمها «زهرة». وبعد زواج استمر أكثر من 10 سنوات انفصلت عن زوجها وعادت إلى الكويت.

## أعمالها

### في التلفزيون
| سنة الإنتاج | المسلسل                      | بمشاركة                                                                                               |
| ----------- | ---------------------------- | --- |
| 2007        | 4×4                          | جاسم النبهان، انتصار الشراح، سعاد علي، طيف، ملاك                                                      |
| 2007        | مذكرات أمونة                 | عبد الرحمن العقل، سعاد علي، هيا الشعيبي، لطيفة المجرن، مسك                                            |
| 2007        | الأصيل                       | أحمد الصالح، عبد العزيز المسلم، حسين المنصور، زهرة عرفات، مرام، هبة الدري، حمد العماني                |
| 2007        | هذا ولدنا                    | طارق العلي، جمال الردهان، محمد الصيرفي، رزيقة الطارش، هيا الشعيبي، هند البلوشي                        |
| 2007        | عقاب                         | محمد العجيمي، انتصار الشراح، محمد العيسى، عبير أحمد                                                   |
| 2007        | أوه يا مال                   | عبد المحسن النمر، زهرة عرفات، عبد الإمام عبد الله، فخرية خميس، لمياء طارق، صلاح الملا                 |
| 2007        | رحلة شقا                     | سعد الفرج، هدى الخطيب، سيف الغانم، ليلى السلمان                                                       |
| 2008        | دار الزمن                    | سعاد عبد الله، مريم الصالح، علي المفيدي، إبراهيم الصلال، محمد جابر، سعاد علي                          |
| 2008        | صج حظوظ                      | طارق العلي، هدى الخطيب، إلهام الفضالة، ناصر محمد، علاء مرسي                                           |
| 2008        | التنديل                      | عبد الحسين عبد الرضا، عبد العزيز جاسم، جاسم النبهان، إبراهيم الحربي، عبد المحسن النمر، يعقوب عبد الله |
| 2009        | أيام السراب                  | تركي اليوسف، هدى الخطيب، زهرة عرفات، قحطان القحطاني                                                   |
| 2010        | بعدك طيب                     | صلاح الملا، باسمة حمادة، عبد الله التركماني، مرام، هيا عبد السلام                                     |
| 2010        | أنين                         | صلاح الملا، يعقوب عبد الله، محمود بوشهري، شيماء علي، أميرة محمد، لطيفة المجرن                         |
| 2010        | تو النهار                    | جاسم النبهان، محمد الرشيد، طيف، فاطمة الحوسني، عبد الله بوشهري، صمود، رونق، فؤاد علي                  |
| 2011        | متعب القلب                   | أحمد الجسمي، محمود بوشهري، نضال نجم، هيا عبد السلام                                                   |
| 2011        | الملكة                       | مريم الصالح، هدى حسين، انتصار الشراح، محمد جابر، طيف، محمود بوشهري، عبد الله بوشهري، صمود             |
| 2011        | بنات الثانوية                | عبد الإمام عبد الله، انتصار الشراح، عبير الجندي، أحلام حسن، فاطمة الحوسني، ابتسام العطاوي             |
| 2012        | الحب المستحيل - حلقات منفصلة | مجموعة من الممثلين                                                                                    |
| 2012        | درب الوفا                    | نايف الراشد، أسمهان توفيق، مشاري البلام، هبة الدري، عبد الله بهمن                                     |
| 2012        | حلفت عمري                    | مريم الصالح، هدى حسين، غازي حسين، حسين المنصور، منى شداد، عبير الجندي                                 |
| 2012        | بنات الجامعة                 | عبد الإمام عبد الله، عبد الله بوشهري، ليلى عبد الله، محمد صفر، لطيفة المجرن، أبرار سبت، شيلاء سبت     |
| 2012        | جلثم وميثة                   | هيا الشعيبي، انتصار الشراح، لطيفة المجرن، شهاب حاجيه                                                  |
| 2013        | مطلقات صغيرات                | عبد الإمام عبد الله، إبراهيم الزدجالي، أحمد إيراج، سلمى سالم، ملاك، أمل العوضي، عبد الله بهمن         |

### في المسرح
| سنة الإنتاج | المسرحية        | بمشاركة                                               |
| ----------- | --------------- | ----------------------------------------------------- |
| 2007        | بنات أول        | أميرة محمد، مشاعل شداد، سميرة الوهيبي، مسك، شوق       |
| 2008        | نجوم الفريج     | أميرة محمد، ابتسام العطاوي، مسك، شوق                  |
| 2009        | الهامورة        | ميساء مغربي، أغادير السعيد، مسك، شوق                  |
| 2010        | بنات فاطمة      | عبير أحمد، ميساء مغربي، أغادير السعيد، مسك            |
| 2011        | كتاب العجائب    | مشاري البلام، عبد القادر هدهود، ملاك                  |
| 2012        | أحلام وطن       | إلهام الفضالة، يعقوب عبد الله، محمد الحملي، شيماء علي |
| 2012        | زمن لولوة وخزنة | هدى حسين، خالد أمين، مسك                              |

### في السينما
| سنة الإنتاج | الفيلم    | بمشاركة          |
| ----------- | --------- | ---------------- |
| 2009        | الدائرة   | عبد المحسن النمر |
| 2009        | الدنجوانة | فاطمة عبد الرحيم |

### تقديم البرامج
قامت بعام 2011 بتقديم برنامج على قناة فنون حمل اسم «كلاكيت». وفي نفس العام قامت بتقديم برنامج «جد ولعب 5» والذي عرض أيضًا على قناة فنون، وفي عام 2012 قدمت جزء آخر منه والذي حمل اسم «جد ولعب 6». كما قدمت بشهر رمضان بعام 2012 برنامج مسابقات على تلفزيون الكويت شاركها تقديمه خالد أمين وحمل اسم «ويانا».

## روابط خارجية
- شهد على موقع قاعدة بيانات الأفلام العربية